# Kınalıada
Kınalıada  (in greco Πρώτη?, Proti, "la prima") è una delle Isole dei Principi del Mar di Marmara, presso Istanbul. Il nome greco gli deriva dall'essere la più vicina a questa città, l'antica capitale dell'Impero bizantino. Ufficialmente è una mahalle del distretto delle isole (Adalar), appartenente alla città di Istanbul, Turchia. L'isola è la meno ricca di foreste delle Isole dei Principi. Essa ha la particolarità di avere una popolazione cosmopolita con una predominanza armena dal 1846.

La popolazione dell'isola ammontava nel 2010 a 1868 abitanti.
Nel 1072 vi fu esiliato l'imperatore bizantino Romano IV Diogene, dopo essere stato accecato. Vi morì poco dopo, a causa delle severe ferite a lui inflitte nell'accecamento.

## Collegamenti con la terraferma

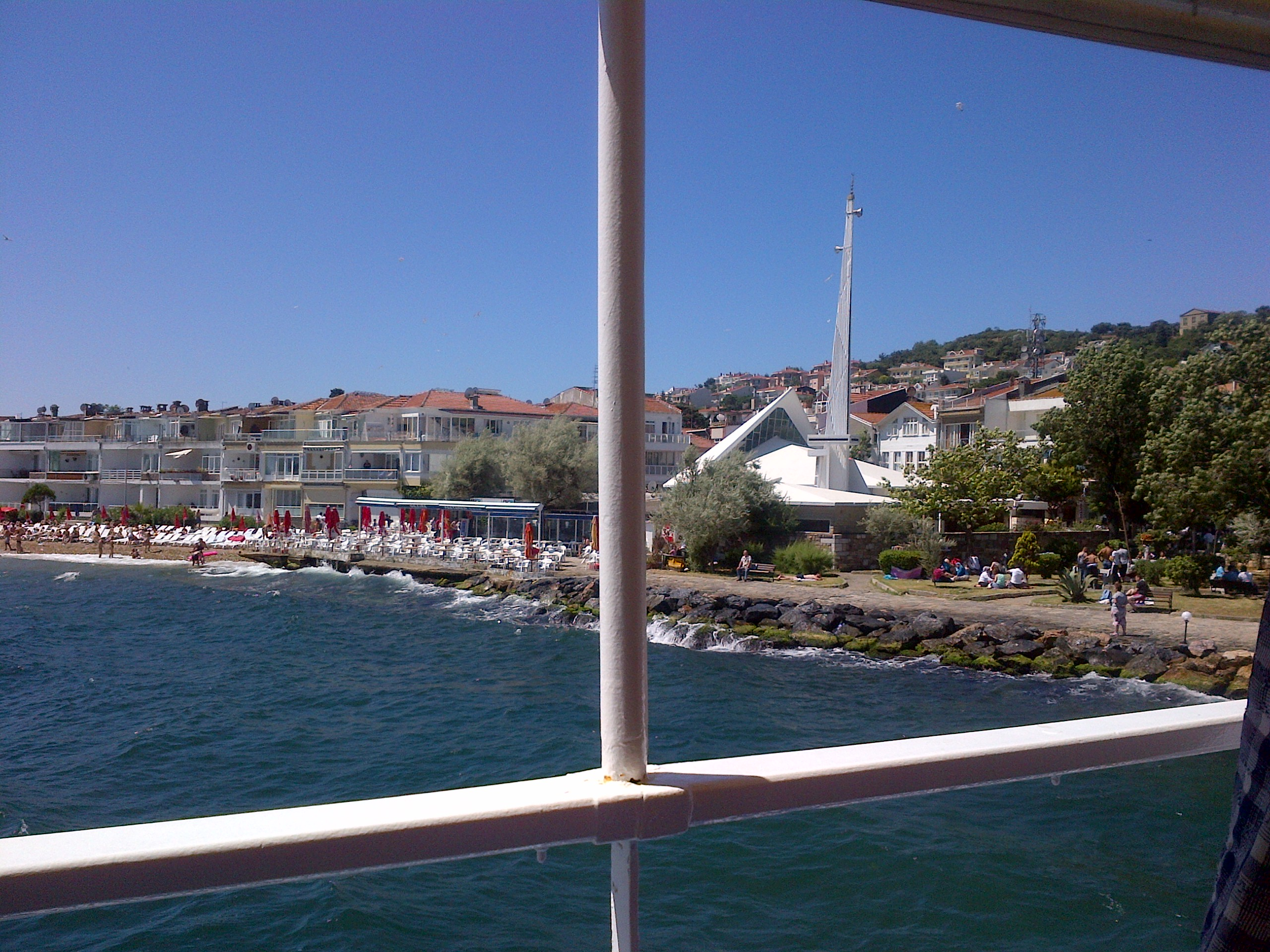
Moschea di Kınalıada, con la sua architettura moderna, vista dal traghetto

L'isola è raggiungibile da un servizio di traghetti che parte da Kabataş. Il viaggio dura circa 25 minuti con il traghetto veloce e 40 con quello regolare.